# A1 Team USA
Das A1 Team USA (engl. Stilisierung: A1Team.USA) war das US-amerikanische Nationalteam in der A1GP-Serie.

## Geschichte

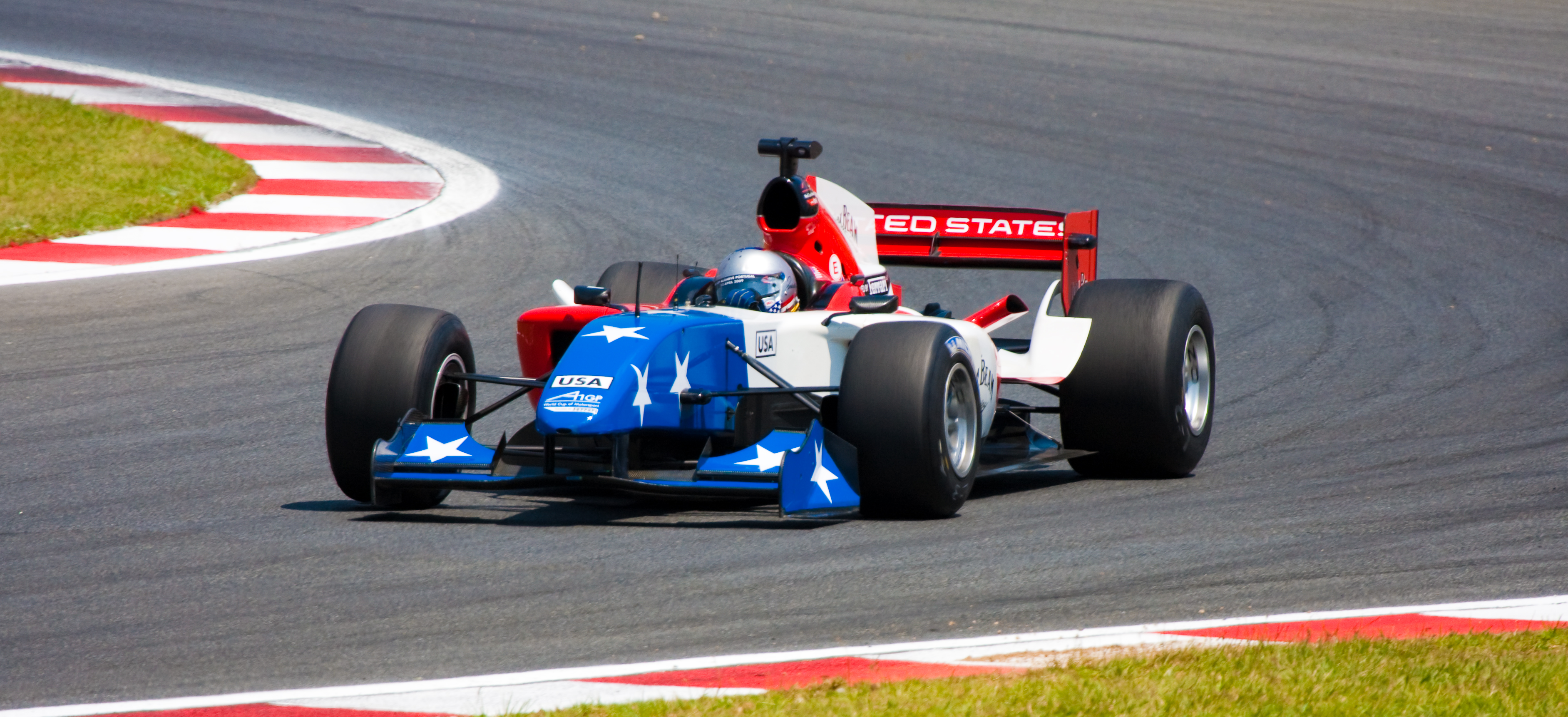
A1 Team USA in Kyalami 2009

Das A1 Team USA wurde von Rick Weidinger gegründet, welcher zu Beginn der vierten Saison von Michael Andretti, Kim Green und Kevin Savoree als Seatholder abgelöst wurde; als Rennstall fungierte in der ersten Saison das britische Team David Price Racing, in der zweiten Saison das ebenfalls britische Team West Surrey Racing, in der dritten Saison ein eigenes Team und daraufhin das amerikanische Team Andretti Green Racing.
In der ersten Saison war das Team unteres Mittelmaß; seine ersten Punkte konnte es mit Platz vier im Hauptrennen in Estoril durch Scott Speed erzielen. Nach sieben weiteren Punkteplatzierungen (fünf durch Bryan Herta, zwei durch Philip Giebler) beendete es die Saison auf dem 16. Rang mit 23 Punkten.
In der folgenden Saison konnte das Team eine Steigerung verzeichnen. Bereits im Hauptrennen des Auftaktwochenendes in Zandvoort gelang ihm mit Philip Giebler am Steuer mit Platz zwei das erste Podium. Einen weiteren Saisonhöhepunkt stellte der zweite Platz im Hauptrennen in Mexiko-Stadt durch Jonathan Summerton dar. Auch im Hauptrennen des folgenden Rennwochenendes in Shanghai lag Summerton auf Podiumskurs, schied aber auf Position drei liegend aufgrund eines Fahrfehlers aus. Das Team beendete die Saison erneut auf dem neunten Gesamtplatz mit 42 Punkten.
In der dritten Saison konnte das Team an diese Leistung anknüpfen. Nach einer durchwachsenen ersten Saisonhälfte erzielte das Team mit Jonathan Summerton als Fahrer im Hauptrennen in Mexiko-Stadt mit Platz drei das erste Podium. Bereits am Rennwochenende darauf in Shanghai konnte im Hauptrennen der erste Sieg überhaupt gefeiert werden, gefolgt von einem zweiten Platz im Sprintrennen in Brands Hatch. Das Team beendete die Saison auf der zwölften Gesamtposition mit 56 Punkten.
Die vierte Saison verlief für das Team ähnlich. Sechs Punkteresultate, darunter als Highlight ein dritter Platz im Hauptrennen in Sepang durch Marco Andretti, bedeuteten am Ende Gesamtrang elf mit 24 Zählern.
Das A1 Team USA hat an allen 39 Rennwochenenden der A1GP-Serie teilgenommen.

## Fahrer
Das A1 Team USA setzte an Rennwochenenden zehn verschiedene Fahrer ein, von denen neun auch an den Rennen selbst teilnahmen. Außerdem kam beim offiziellen Test in Silverstone 2005 Jeff Simmons, beim offiziellen Test in Le Castellet im selben Jahr Colin Fleming sowie beim offiziellen Test 2006 – ebenfalls in Silverstone – Al Unser jr. zum Einsatz.

### Übersicht der Fahrer
| Fahrer              | RG | SR | HR | RS | 1. Pl.  | 2. Pl.  | 3. Pl.  | PP | SRR | Pkt. |
| ------------------- | -- | -- | -- | -- | ------- | ------- | ------- | -- | --- | ---- |
| Summerton, Jonathan | 24 | 12 | 12 | 7  | 1 (0/1) | 2 (1/1) | 1 (0/1) | 0  | 0   | 74   |
| Giebler, Philip     | 20 | 10 | 10 | -  | 0 (0/0) | 1 (0/1) | 0 (0/0) | 0  | 0   | 26   |
| Andretti, Marco     | 10 | 5  | 5  | 1  | 0 (0/0) | 0 (0/0) | 1 (0/1) | 0  | 0   | 16   |
| Herta, Bryan        | 8  | 4  | 4  | -  | 0 (0/0) | 0 (0/0) | 0 (0/0) | 0  | 0   | 13   |
| Speed, Scott        | 6  | 3  | 3  | -  | 0 (0/0) | 0 (0/0) | 0 (0/0) | 0  | 0   | 7    |
| Rice, Buddy         | 4  | 2  | 2  | -  | 0 (0/0) | 0 (0/0) | 0 (0/0) | 0  | 0   | 0    |
| Hildebrand, J. R.   | 2  | 1  | 1  | 4  | 0 (0/0) | 0 (0/0) | 0 (0/0) | 0  | 0   | 5    |
| Kimball, Charlie    | 2  | 1  | 1  | 4  | 0 (0/0) | 0 (0/0) | 0 (0/0) | 0  | 1   | 3    |
| Hunter-Reay, Ryan   | 2  | 1  | 1  | 1  | 0 (0/0) | 0 (0/0) | 0 (0/0) | 0  | 0   | 1    |
| Pecorari, Robbie    | -  | -  | -  | 1  | 0 (0/0) | 0 (0/0) | 0 (0/0) | 0  | 0   | 0    |

Legende: RG = Rennen gesamt; SR = Sprintrennen; HR = Hauptrennen; RS = Rookie-Sessions; PP = Pole-Position; SRR = schnellste Rennrunde

## Ergebnisse
| Saison | 1         | 1         | 2          | 2          | 3       | 3       | 4          | 4          | 5       | 5       | 6          | 6          | 7          | 7          | 8         | 8         | 9         | 9         | 10        | 10        | 11        | 11        | Rang | Punkte |
| ------ | --------- | --------- | ---------- | ---------- | ------- | ------- | ---------- | ---------- | ------- | ------- | ---------- | ---------- | ---------- | ---------- | --------- | --------- | --------- | --------- | --------- | --------- | --------- | --------- | ---- | ------ |
| 05/06  | Brands H. | Brands H. | EuroSpeed. | EuroSpeed. | Estoril | Estoril | Eastern C. | Eastern C. | Sepang  | Sepang  | Dubai      | Dubai      | Durban     | Durban     | Sentul    | Sentul    | Monterrey | Monterrey | Laguna S. | Laguna S. | Shanghai  | Shanghai  | 16.  | 23     |
| 05/06  | 11 SPE    | 17 SPE    | 23 SPE     | 24 SPE     | 13 SPE  | 4 SPE   | 15 HER     | 10 HER     | 10 HER  | 7 HER   | 13 GIE     | 20 GIE     | 13 GIE     | 23 GIE     | 15 GIE    | 9 GIE     | 6 HER     | 13 HER    | 9 HER     | 15 HER    | 14 GIE    | 10 GIE    | 16.  | 23     |
| 06/07  | Zandvoort | Zandvoort | Brno       | Brno       | Peking  | Peking  | Sepang     | Sepang     | Sentul  | Sentul  | Taupo      | Taupo      | Eastern C. | Eastern C. | Durban    | Durban    | Mexiko-S. | Mexiko-S. | Shanghai  | Shanghai  | Brands H. | Brands H. | 9.   | 42     |
| 06/07  | 7 GIE     | 2 GIE     | 6 GIE      | 17 GIE     | 11 GIE  | 18 GIE  | 9 GIE      | 6 GIE      | 4 GIE   | 9 GIE   | 11 HUN     | 10 HUN     | 8 GIE      | 8 GIE      | 20 SUM    | 13 SUM    | 5 SUM     | 2 SUM     | 5 SUM     | 20 SUM    | 9 SUM     | 6 SUM     | 9.   | 42     |
| 07/08  | Zandvoort | Zandvoort | Brno       | Brno       | Sepang  | Sepang  | Zhuhai     | Zhuhai     | Taupo   | Taupo   | Eastern C. | Eastern C. | Durban     | Durban     | Mexiko-S. | Mexiko-S. | Shanghai  | Shanghai  | Brands H. | Brands H. | ---       | ---       | 12.  | 56     |
| 07/08  | 22 RIC    | 13 RIC    | 16 RIC     | 15 RIC     | 12 SUM  | 10 SUM  | 12 SUM     | 10 SUM     | 7 SUM   | 14 SUM  | 5 SUM      | 22 SUM     | 10 SUM     | 18 SUM     | 5 SUM     | 3 SUM     | 21 SUM    | 1 SUM     | 2 SUM     | 12 SUM    |           |           | 12.  | 56     |
| 08/09  | Zandvoort | Zandvoort | Chengdu    | Chengdu    | Sepang  | Sepang  | Taupo      | Taupo      | Kyalami | Kyalami | Algarve    | Algarve    | Brands H.  | Brands H.  | ---       | ---       | ---       | ---       | ---       | ---       | ---       | ---       | 11.  | 24     |
| 08/09  | 8 KIM     | 10* KIM   | 15 AND     | 8 AND      | 19 AND  | 3 AND   | 11 AND     | 11 AND     | 17 AND  | 8 AND   | 12 AND     | 14 AND     | 4 HIL      | 14 HIL     |           |           |           |           |           |           |           |           | 11.  | 24     |

| Legende  | Legende            | Legende                                                          |
| Farbe    | Abkürzung          | Bedeutung                                                        |
| -------- | ------------------ | ---------------------------------------------------------------- |
| Gold     | –                  | Sieg                                                             |
| Silber   | –                  | 2. Platz                                                         |
| Bronze   | –                  | 3. Platz                                                         |
| Grün     | –                  | Platzierung in den Punkten                                       |
| Blau     | –                  | Klassifiziert außerhalb der Punkteränge                          |
| Violett  | DNF                | Rennen nicht beendet (did not finish)                            |
| Violett  | NC                 | nicht klassifiziert (not classified)                             |
| Rot      | DNQ                | nicht qualifiziert (did not qualify)                             |
| Rot      | DNPQ               | in Vorqualifikation gescheitert (did not pre-qualify)            |
| Schwarz  | DSQ                | disqualifiziert (disqualified)                                   |
| Weiß     | DNS                | nicht am Start (did not start)                                   |
| Weiß     | WD                 | zurückgezogen (withdrawn)                                        |
| Hellblau | PO                 | nur am Training teilgenommen (practiced only)                    |
| Hellblau | TD                 | Freitags-Testfahrer (test driver)                                |
| ohne     | DNP                | nicht am Training teilgenommen (did not practice)                |
| ohne     | INJ                | verletzt oder krank (injured)                                    |
| ohne     | EX                 | ausgeschlossen (excluded)                                        |
| ohne     | DNA                | nicht erschienen (did not arrive)                                |
| ohne     | C                  | Rennen abgesagt (cancelled)                                      |
| ohne     | keine WM-Teilnahme |                                                                  |
| sonstige | P/fett             | Pole-Position                                                    |
| sonstige | 1/2/3/4/5/6/7/8    | Punktplatzierung im Sprint-/Qualifikationsrennen                 |
| sonstige | SR/kursiv          | Schnellste Rennrunde                                             |
| sonstige | *                  | nicht im Ziel, aufgrund der zurückgelegten Distanz aber gewertet |
| sonstige | ()                 | Streichresultate                                                 |
| sonstige | unterstrichen      | Führender in der Gesamtwertung                                   |